# Dammarie (Eure-et-Loir)
Dammarie település Franciaországban, Eure-et-Loir megyében. Lakosainak száma 1500 fő (2022. január 1.). Dammarie Thivars, Ver-lès-Chartres, Boncé, Fresnay-le-Comte és Theuville községekkel határos.

## Népesség
A település népességének változása:
| Lakosok száma | 793  | 1171 | 1333 | 1501 | 1520 | 1511 | 1512 | 1504 | 1499 | 1500 |
|               | 1968 | 1982 | 1990 | 2006 | 2013 | 2015 | 2017 | 2019 | 2020 | 2022 |